# Josep Maria Murià i Romaní
Josep Maria Murià i Romaní   (Barcelona, 19 d'octubre de 1907 - Guadalajara, 19 d'agost de 1999)) fou un escriptor català.

## Biografia
Era fill de Magí Murià i Torner i d'Anna Romaní i Sabater. Fou germà de la periodista Anna Murià i Romaní i pare de José María Murià Rouret. De jovenet col·laborà en El Borinot, La Nau i el Diari de Catalunya. Políticament, fou militant d'Estat Català, d'Acció Catalana Republicana i del Partit Nacionalista Català i fou funcionari de la Generalitat de Catalunya. Durant la guerra civil espanyola prengué part en la batalla de l'Ebre com a voluntari.
Exiliat el 1939, el 1942 passà a Mèxic i s'establí finalment a Guadalajara el 1959. Fou el principal promotor, durant més de 10 anys, del Butlletí del Centre Català de Guadalajara, hi fou professor de literatura a la universitat i a l'American School; també fou directiu de Prensa Unida de Guadalajara i de la delegació del Sindicato Nacional de Redactores de la Prensa. Es dedicà també a activitats industrials i mercantils. Guanyà la flor natural als Jocs Florals celebrats a París (1965) i Mèxic (1973). Fou col·laborador de Xaloc i altres revistes de l'exili mexicà.

## Obres

### Assaig
- La revolució al camp de Catalunya (1937)
- Revisión de la dramática neoclásica (1971)
- Vivències d'un separatista (1985)

### Poesia
- L'espera, poemes (1942)
- L'últim recull (1980)
- Trajecte confús (1978)
- Ramals del trajecte (1980)

### Narracions i contes
- Els dos puntals (1938) novel·la
- Narraciones fugaces (1967), versió catalana del 1974
- Cuentos de humor gris (1987) versió catalana del 1992
- Cinc contes per a infants (1984)